# Grande Prêmio da Malásia de 2015
O Grande Prêmio da Malásia de 2015 (formalmente denominado 2015 Formula 1 Petronas Malaysia Grand Prix) foi uma corrida de Fórmula 1 disputada em 29 de março de 2015 no Circuito Internacional de Sepang, em Sepang, Malásia. Foi a segunda etapa da temporada de 2015.
Fernando Alonso retornou a disputa após perder a corrida anterior. O treino classificatório foi afetado pela chuva, que começou no Q2 e causou um adiamento de cerca de trinta minutos para o início do Q3. Os tempos finais foram obtidos com pneus intermediários.
A corrida ocorreu com pista seca. Na volta três o carro de segurança interveio na pista devido a Sauber de Marcus Ericsson ter parado na brita, e os líderes Lewis Hamilton e Nico Rosberg, entre outros, realizaram uma parada nos boxes para troca de pneus. Quando a corrida foi retomada, Sebastian Vettel era o líder e obteve diferença considerável para os demais, mantendo-a ao longo da corrida. Foi sua primeira vitória na equipe Ferrari, que voltou a vencer desde o Grande Prêmio da Espanha de 2013.
O estreante Max Verstappen da Toro Rosso concluiu a prova em sétimo lugar e tornou-se o mais jovem piloto a pontuar na categoria, com dezessete anos e 180 dias de idade.

## Pneus
- Commons

| Nome do composto | Cor | Banda de rolamento | Condições de Tempo | Dry Type                           | Wet Type    | Aderência       | Longevidade        |
| ---------------- | --- | ------------------ | ------------------ | ---------------------------------- | ----------- | --------------- | ------------------ |
| Médio            |     | Slick (P Zero)     | Seco               | Medium                             | x           | Médio           | Mais durável       |
| Duro             |     | Slick (P Zero)     | Seco               | Hard                               | x           | Menos aderência | Mais durável       |
| Intermediário    |     | Sulcos (Cinturato) | Molhado            | Intermediate (água não estagnante) | chuva fraca | Sulcos menores  | Super mais durável |
| Chuva            |     | Sulcos (Cinturato) | Molhado            | Wet (água estagnante)              | chuva forte | Sulcos maiores  | Mais durável       |

## Resultados

### Treino Classificatório
| Pos.                     | Nº | Piloto           | Construtor             | Q1        | Q2       | Q3       | Grid |
| ------------------------ | -- | ---------------- | ---------------------- | --------- | -------- | -------- | ---- |
| 1                        | 44 | Lewis Hamilton   | Mercedes               | 1:39.269  | 1:41.517 | 1:49.834 | 1    |
| 2                        | 5  | Sebastian Vettel | Ferrari                | 1:39.814  | 1:39.632 | 1:49.908 | 2    |
| 3                        | 6  | Nico Rosberg     | Mercedes               | 1:39.374  | 1:39.377 | 1:50.299 | 3    |
| 4                        | 3  | Daniel Ricciardo | Red Bull-Renault       | 1:40.504  | 1:41.085 | 1:51.541 | 4    |
| 5                        | 26 | Daniil Kvyat     | Red Bull-Renault       | 1:40.546  | 1:41.665 | 1:51.951 | 5    |
| 6                        | 33 | Max Verstappen   | Toro Rosso-Renault     | 1:40.793  | 1:41.430 | 1:51.981 | 6    |
| 7                        | 19 | Felipe Massa     | Williams-Mercedes      | 1:40.543  | 1:41.230 | 1:52.473 | 7    |
| 8                        | 8  | Romain Grosjean  | Lotus-Mercedes         | 1:40.303  | 1:41.209 | 1:52.981 | 10 1 |
| 9                        | 77 | Valtteri Bottas  | Williams-Mercedes      | 1:40.249  | 1:40.650 | 1:53.179 | 8    |
| 10                       | 9  | Marcus Ericsson  | Sauber-Ferrari         | 1:40.340  | 1:41.748 | 1:53.261 | 9    |
| 11                       | 7  | Kimi Räikkönen   | Ferrari                | 1:40.415  | 1:42.173 |          | 11   |
| 12                       | 13 | Pastor Maldonado | Lotus-Mercedes         | 1:40.361  | 1:42.198 |          | 12   |
| 13                       | 27 | Nico Hülkenberg  | Force India-Mercedes   | 1:40.830  | 1:43.023 |          | 13   |
| 14                       | 11 | Sergio Pérez     | Force India-Mercedes   | 1:41.036  | 1:43.469 |          | 14   |
| 15                       | 55 | Carlos Sainz Jr. | Toro Rosso-Renault     | 1:39.814  | 1:43.701 |          | 15   |
| 16                       | 12 | Felipe Nasr      | Sauber-Ferrari         | 1:41.308  |          |          | 16   |
| 17                       | 22 | Jenson Button    | McLaren-Honda          | 1:41.636  |          |          | 17   |
| 18                       | 14 | Fernando Alonso  | McLaren-Honda          | 1:41.746  |          |          | 18   |
| Tempo dos 107%: 1:46.217 |    |                  |                        |           |          |          |      |
| NQ                       | 98 | Roberto Merhi    | Manor Marussia-Ferrari | 1:46.677  |          |          | 192  |
| NQ                       | 28 | Will Stevens     | Manor Marussia-Ferrari | Sem tempo |          |          | 202  |
| Referências:             |    |                  |                        |           |          |          |      |

Notas
- ↑1  – Romain Grosjean foi punido por furar fila na saída do pitlane logo no começo do Q2 e perderá duas posições.[8]
- ↑2  – Roberto Merhi, que extrapolou o limite dos 107% do tempo na classificação, e Will Stevens, que sequer treinou, foram autorizados a participar da corrida pela FIA devido a tomadas de tempo satisfatórias nos treinos livres.[9][10]

### Corrida
| Pos.   | Nu. | Piloto           | Construtor             | Voltas | Tempo/Retirado      | Grid | Pontos |
| ------ | --- | ---------------- | ---------------------- | ------ | ------------------- | ---- | ------ |
| 1      | 5   | Sebastian Vettel | Ferrari                | 56     | 1:41:05.793         | 2    | 25     |
| 2      | 44  | Lewis Hamilton   | Mercedes               | 56     | +8.569              | 1    | 18     |
| 3      | 6   | Nico Rosberg     | Mercedes               | 56     | +12.310             | 3    | 15     |
| 4      | 7   | Kimi Räikkönen   | Ferrari                | 56     | +53.822             | 11   | 12     |
| 5      | 77  | Valtteri Bottas  | Williams-Mercedes      | 56     | +1:10.409           | 8    | 10     |
| 6      | 19  | Felipe Massa     | Williams-Mercedes      | 56     | +1:13.586           | 7    | 8      |
| 7      | 33  | Max Verstappen   | Toro Rosso-Renault     | 56     | +1:37.762           | 6    | 6      |
| 8      | 55  | Carlos Sainz Jr. | Toro Rosso-Renault     | 55     | +1 volta            | 15   | 4      |
| 9      | 26  | Daniil Kvyat     | Red Bull-Renault       | 55     | +1 volta            | 5    | 2      |
| 10     | 3   | Daniel Ricciardo | Red Bull-Renault       | 55     | +1 volta            | 4    | 1      |
| 11     | 8   | Romain Grosjean  | Lotus-Mercedes         | 55     | +1 volta            | 10   |        |
| 12     | 12  | Felipe Nasr      | Sauber-Ferrari         | 55     | +1 volta            | 16   |        |
| 13     | 11  | Sergio Pérez     | Force India-Mercedes   | 55     | +1 volta            | 14   |        |
| 14     | 27  | Nico Hülkenberg  | Force India-Mercedes   | 55     | +1 volta            | 13   |        |
| 15     | 98  | Roberto Merhi    | Manor Marussia-Ferrari | 53     | +3 voltas           | 19   |        |
| Ret    | 13  | Pastor Maldonado | Lotus-Mercedes         | 48     | Freios              | 12   |        |
| Ret    | 22  | Jenson Button    | McLaren-Honda          | 41     | Unidade de potência | 17   |        |
| Ret    | 14  | Fernando Alonso  | McLaren-Honda          | 21     | Unidade de potência | 18   |        |
| Ret    | 9   | Marcus Ericsson  | Sauber-Ferrari         | 4      | Rodada              | 9    |        |
| NL     | 28  | Will Stevens     | Manor Marussia-Ferrari | 0      | Retiro              | 20   |        |
| Fonte: |     |                  |                        |        |                     |      |        |

## Tabela do campeonato após a corrida
Somente as cinco primeiras posições estão incluídas nas tabelas.
| Pos | Piloto           | Pontos | Var |
| --- | ---------------- | ------ | --- |
| 1   | Lewis Hamilton   | 43     | 0   |
| 2   | Sebastian Vettel | 40     | 1   |
| 3   | Nico Rosberg     | 33     | 1   |
| 4   | Felipe Massa     | 20     | 0   |
| 5   | Kimi Räikkönen   | 12     | 7   |

| Pos | Construtor         | Pontos | Var |
| --- | ------------------ | ------ | --- |
| 1   | Mercedes           | 76     | 0   |
| 2   | Ferrari            | 52     | 0   |
| 3   | Williams-Mercedes  | 30     | 1   |
| 4   | Sauber-Ferrari     | 14     | 1   |
| 5   | Toro Rosso-Renault | 12     | 2   |